# Martinica
Martinica (franceză Martinique) este o insulă în partea estică a Caraibelor. Este un departament de peste mări al Franței (département d'outre-mer, prescurtat DOM). Ca toate celelalte DOM-uri, Martinica se constituie într-una dintre cele 26 de regiuni ale Franței (région d'outre-mer) și este totodată o parte integrantă a republicii și de asemenea parte a Uniunii Europene ca o regiune ultraperiferică.

## Geografie

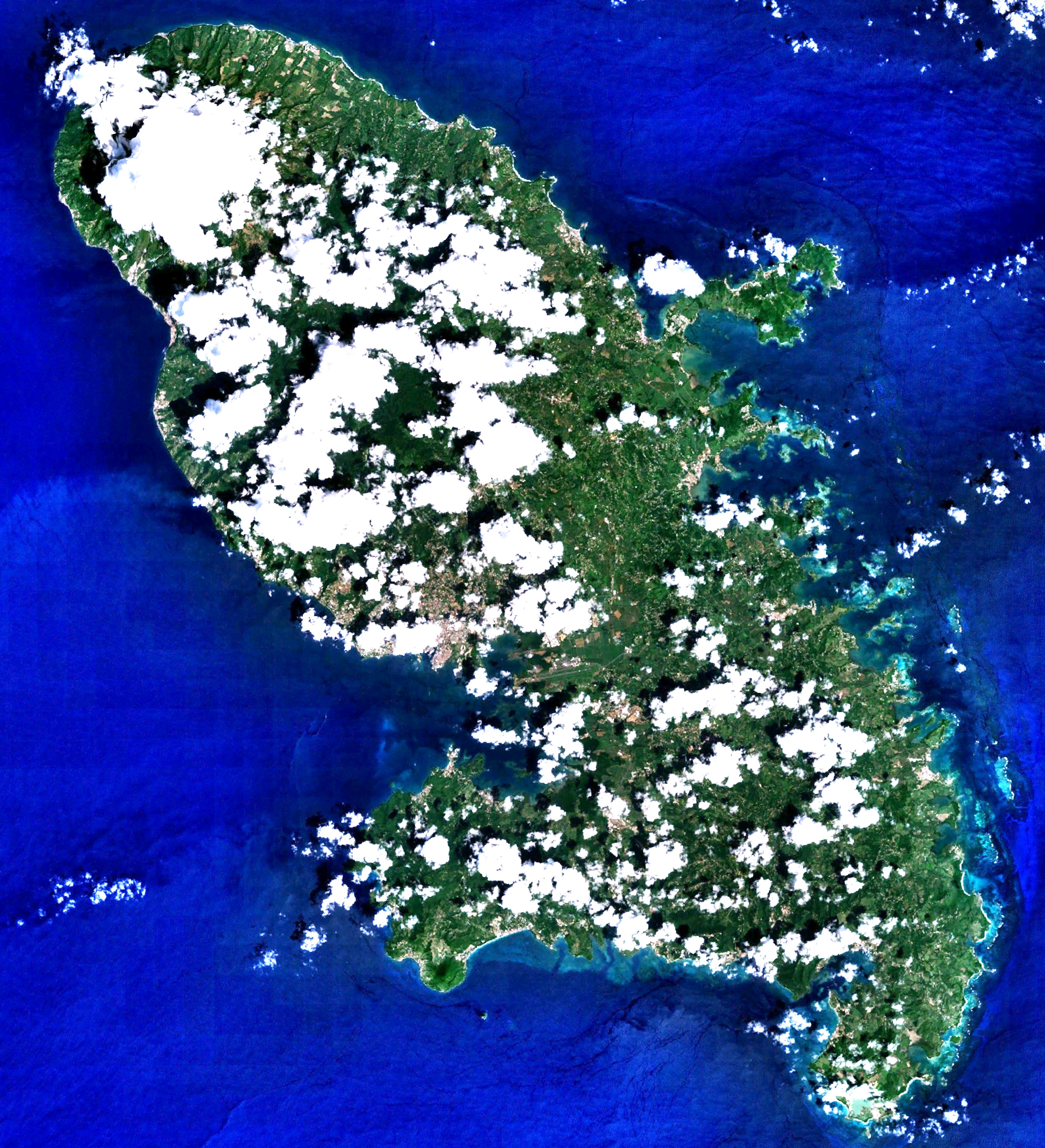
Martinica văzută din satelit

Insula are o suprafață totală de 1.128 km² și este orientată pe o axă nord-vest - sud-est pe o lungime maximă de aproximativ 60 km și o lățime maximă de 20 km. Insula este situată în arhipelagul Antilelor Mici, între insula Dominica la nord și insula Sfânta Lucia la sud. Este situată la 7000 de km de coastele europene și la 400 de km de coastele Americii de Sud.
Relieful este accidentat, insula fiind de origine vulcanică. Partea din nordul insulei este o zonă umedă cu o vegetație luxuriantă și cu un relief abrupt, Muntele Pelée, punctul culminant al insulei cu o altitudine de 1.397 m, fiind situat în mijlocul acestei zone. Acesta este un vulcan activ, ultima erupție având loc în 1902. În 8 mai, în acel an, erupția a luat prin surprindere orașul Saint-Pierre, aflat pe coasta de vest a insulei, la poalele vulcanului, omorând aproape toată populația, refugiații precum și persoanele din vapoarele din portul orașului, pentru un total între 28.000 și 30.000 persoane. Numărul supraviețuitorilor este infim de mic, doar 2, sau după unele surse 3 persoane fiind găsite în viață.
Sudul insulei este mai puțin abrupt cu o atmosferă mai puțin umedă și vegetație mai puțin abundentă. Din punct de vedere al climatului, anul se divide în două sezoane distincte de durate inegale: sezonul uscat, din noiembrie până în iulie și sezonul umed, din august până în octombrie. Vânturile sunt constante, suflând mai puternic înspre dimineață, și ajută la temperarea senzației de căldură umedă legată de climatul tropical. Temperatura medie este de 26 °C, lunile cele mai calde fiind între martie și aprilie, iar cele mai răcoroase fiind decembrie și ianuarie.
Insula nu mai posedă decât un număr mic de specii animale indigene, cele mai multe din speciile existente fiind introduse în perioada colonială. Există numeroase specii de păsări printre care 4 specii de colibri specifice Martinicăi iar datorită climatului tropical țânțarii sunt nelipsiți. Fauna acvatică în schimb este foarte bogată, fiind formată dintr-o multitudine de specii de pești tropicali, corali, stele de mare, etc. Vegetația este bogată, insula fiind numită și "insula florilor". Partea nordică este ocupată de o vegetație luxuriantă formată din păduri de acaj, mahon și altele, vegetația mai mică fiind formată din ferigi arborescente, unele de 2 m înălțime, și alte ierburi și liane. În partea de sud, există plante xerofile, și ierburi înalte. Palmierii, importați din America de Sud sau din regiunea Oceanului Indian sunt des întâlniți pe insulă și fac parte din peisaj acum.

## Istorie
Ultima populație indigenă a insulei a fost tribul amerindian al caraibilor. Cristofor Columb a văzut insula în 1493 în cel de-al doilea voiaj în America dar nu a debarcat decât în 1502 în cel de-al patrulea voiaj. Insula nu a fost colonizată de către spanioli, primii coloniști europeni fiind francezii care au fondat o așezare pe insulă la inițiativa lui Pierre Belan d'Esnambuc în 1635. Ulterior, nepotul său, Jacques-Dyel du Parquet, a cumpărat insula și a dezvoltat o colonie bogată iar în 1658 insula devine parte a coroanei franceze. Economia se baza pe produția de zahăr, cocaină și cafea iar principala forță de muncă a insulei au fost sclavii negrii din Africa de Vest.
Olandezii și englezii au încercat în mai multe rânduri să ocupe insula și au încurajat comerțul cu diverse tipuri de droguri. În timpul războiului de șapte ani, între 1762 și 1763, apoi după Revoluția franceză, între 1794 și 1802 și apoi iar în timpul războaielor napoleoniene între 1809 și 1814 insula a fost ocupată de către britanici.
Sclavagismul a fost interzis în 1848 iar ulterior în insulă au fost aduși muncitori din India și China. În timpul regimului lui Napoleon al III-lea insula a fost marcată prin revenirea la un sistem centralizat și anihilarea puterii locale. Ulterior, în anii 1880, în insulă au avut loc reforme importante, cum ar fi introducerea libertății presei și a sufragiului universal.
În timpul primului război mondial locuitori din insulă au fost mobilizați și au participat la marile bătălii ale războiului. În 1938 consiliul general al insulei votează pentru asimilarea integrală a statutului departamental, lucru ce a trebuit să aștepte până la sfărșitul anilor 1940. În timpul celui de-al doilea război mondial, între 1940 și 1943 insula a fost controlată de regimul de la Vichy, iar ulterior a fost controlată de către forțele armate ale Franței Libere.

## Administrație

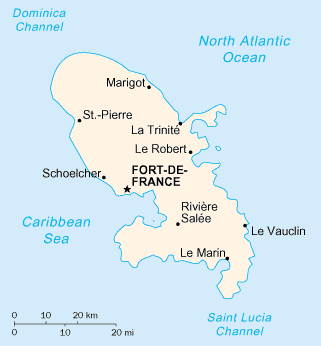
Martinica

Ca un departament de peste mări francez, Martinica este condusă de către un consiliu general ales prin vot universal. Împreună cu Guadelupa și Guyana Franceză departamentele formează Departamentele franceze din America (franceză Départements français d'Amérique). de asemenea, Martinica este una dintre cele 7 regiuni ultraperiferice ale Uniunii Europene. Din 2003, în urma unei reforme constituționale, Martinica a devenit o regiune, cu aceleași puteri cu ale unei regiuni franceze. Martinica este o regiune formată dintr-un singur departament, condusă de un consiliu regional. În 2003 a fost propusă o reformă administrativă ce presupunea reorganizarea Martinicăi într-o comunitate teritorială cu un consiliu unic ce înglobează puterile celor două consilii deja existente. Reforma a fost supusă unui referendum, respins cu 50,48% în data de 7 decembrie 2003.
Reprezentantul guvernului francez este prefectul, bazat în reședința Martinicăi, Fort de France. Martinica are 6 locuri în Parlamentul Franței, 4 de deputat și 2 de senator. De asemenea, ca regiune ultraperiferică locuitorii participă la alegerile pentru Parlamentul European în cadrul circumscripției electorale Franța de peste mări. Partidele politice locale pot fi clasificate în trei categorii, partide asimilaționiste, ce doresc apropierea de Franța, partide autonomiste, ce doresc o mai mare autonomie a Martinicăi în cadrul Republicii Franceze și partide independentiste.
Martinica este subdivizată administrativ asemenea celorlalte departamente franceze în 4 arondismente, 45 cantoane și 34 comune. Împreună cu celelalte departamente de peste mări, sunt singurele departamente franceze cu un număr mai mare de cantoane decât comune.

## Demografie

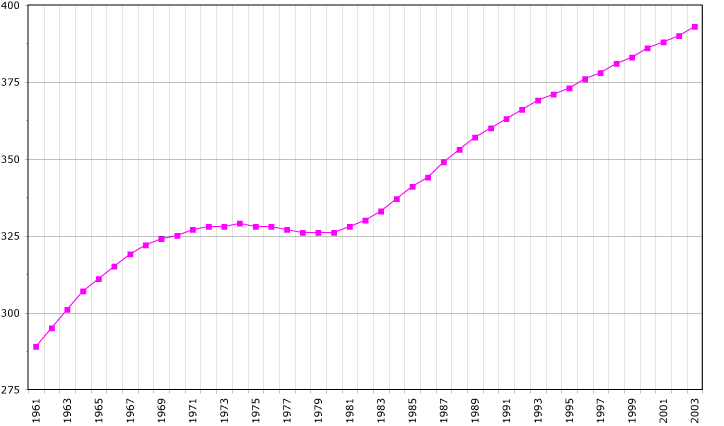
Evoluția demografică a Martinicăi

La recensământul din 1999, populația Martinicăi era de 381.427 de locuitori, la o suprafață de 1.128 km², ceea ce înseamnă o densitate a populației de 338 loc/km², spre deosebire de o densitate de 106 la nivel național a Franței. Majoritatea populației este de originea neagră, urmași ai sclavilor africani, aproximativ 45%. Aproximativ 15% din populație este de origine europeană, restul fiind formată din descendenții muncitorilor indieni, chinezi sau sunt metiși, Martinica fiind o regiune cu un puternic metisaj.

## Economie
Economia Martinicăi se bazează pe agricultură, turism, industria ușoară și servicii. Turismul este o activitate cheie, împreaună cu serviciile reprezentând 83% din PIB. Agricultura a fost până la mijlocul secolului XX domeniul principal de activitate al insulei, cultura tradițională fiind cea a trestiei de zahăr. Datorită scăderii rentabilității economice, aceasta a fost treptat înlocuită cu alte tipuri de culturi gen banane (actualmente principalul produs de export), flori și altele. În prezent, contribuția agriculturii reprezintă doar 6% din PIB fiind devansată și de industrie cu 11% din PIB. În 2005 PIB-ul total al insulei era de 6,177 miliarde de dolari, ceea ce corespunde cu 14.400 dolari pe locuitor, sau 70% din media Uniunii Europene, situând Martinica în zona regiunilor sărace, astfel fiind o regiune cu importante investiții structurale din partea UE. Balanța comercială este puternic deficitară, cu 2,5 miliarde USD valoare mărfuri la export comparativ cu 12,8 miliarde USD valoare mărfuri de import, acest deficit fiind acoperit anual de către subvenții din partea Franței. Șomajul este destul de ridicat, peste 25% din populația activă în anul 2005, adică aporximativ 50.000 persoane.
În ciuda acestor date, Martinica prezintă o creștere economică foarte importantă, fiind a doua insulă bogată din Antilele Mici după Barbados. Pentru îmbunătățirea situației economice, Martinica a sporit schimburile economice cu vecinii săi din continentul american, având actualmente al doilea port din Caraibe și beneficiind de o serie de infrastructuri la nivelul țărilor foarte dezvoltate (universități și centre de cercetare, centre spitaliere la nivel mondial, comunicații moderne). De asemenea, beneficiează și de o serie de indici demografici benefici: creștere demografică importantă și o rată de alfabetizare importantă pentru regiune de 97,7%.

## Cultura
Fiind un departament de peste mări al Franței, cultura Martinicăi este un amestec de influențe europene și caraibiene. Limba oficială este limba franceză, dar limba creolă, ce încorporează multe elemente de spaniolă, engleză, portugheză și limbi africane, este vorbită de mulți locuitori. Muzica antileză este un element important al culturii locale, existând numeroase concerte, festivaluri și carnavale de-a lungul anului. Bucătăria este și ea un amestec al bucătăriei franceze cu cea creolă, existând numeroase restaurante unde se servesc fructe de mare și alte specialități regionale dar și numeroase restaurante cu specific regional francez sau braserii în stil parizian.
Majoritatea populației este de origine africană, urmași ai sclavilor aduși în perioada colonială. Spre deosebire de celelalte insule caraibiene, locuitorii beneficiează de un nivel de viață superior, având acces la studii, inclusiv în Franța metropolitană datorită burselor statului francez. Astfel, Martinica este considerată intelectualitatea antilelor, numeroși artiști, scriitori și alți intelectuali fie fiind originari din insulă, fie sunt rezidenți ai acesteia.